# Evens Gravel
Evens Gravel (Chibougamau, 23 ottobre 1970) è un ex schermidore canadese.

## Palmarès
In carriera ha conseguito i seguenti risultati:
- Giochi Panamericani:

L'Avana 1991: bronzo nella sciabola a squadre.
Winnipeg 1999: oro nella sciabola a squadre.